# Sei Nazioni 2012
Il Sei Nazioni 2012 (in inglese 2012 Six Nations Championship; in francese Tournoi des Six Nations 2012; in gallese Pencampwriaeth y Chwe Gwlad 2012) fu la 13ª edizione del torneo annuale di rugby a 15 tra le squadre nazionali di Francia, Galles, Inghilterra, Irlanda, Italia e Scozia, nonché la 118ª in assoluto considerando anche le edizioni dell'Home Nations Championship e del Cinque Nazioni.
Noto per motivi di sponsorizzazione come 2012 RBS Six Nations Championship a seguito di accordo di partnership commerciale con la Royal Bank of Scotland, si tenne dal 4 febbraio al 17 marzo 2012.
Il Galles, con la conquista del suo trentaseiesimo titolo, appaiò l'Inghilterra in testa al palmarès della competizione; nell'occasione conseguì anche il suo terzo Slam dell'era-Sei Nazioni e undicesimo totale.
L'Italia evitò sia whitewash che cucchiaio di legno, grazie alla vittoria interna all'Olimpico sulla Scozia che relegò all'ultimo posto la formazione britannica.
Il valore delle marcature, come stabilito dall’IRFB nel 1992, era: 5 punti per ciascuna meta (7 se trasformata), 3 punti per la realizzazione di ciascun calcio piazzato, idem per il drop.

## Nazionali partecipanti e sedi
| Squadra     | Città       | Impianto interno   |
| ----------- | ----------- | ------------------ |
| Francia     | Saint-Denis | Stade de France    |
| Galles      | Cardiff     | Millennium Stadium |
| Inghilterra | Londra      | Twickenham         |
| Irlanda     | Dublino     | Aviva Stadium      |
| Italia      | Roma        | Stadio Olimpico    |
| Scozia      | Edimburgo   | Murrayfield        |

## Risultati

### 1ª giornata
| Arbitro: | Nigel Owens |

|                                               |      |                           |
| Rougerie 21’ Malzieu 35’ Clerc 53’ Fofana 72’ | mt   |                           |
| D. Yachvili 21’, 53’                          | tr   |                           |
| D. Yachvili 11’, 52’                          | c.p. | 30’, 47’ Burton 60’ Botes |
|                                               | drop | 15’ Burton                |

| Arbitro: | George Clancy |

|                |      |                     |
|                | mt   | 41’ Hodgson         |
|                | tr   | 41’ O. Farrell      |
| Parks 26’, 33’ | c.p. | 23’, 75’ O. Farrell |

| Arbitro: | Wayne Barnes |

|                            |      |                           |
| R. Best 38’ Bowe 68’       | mt   | 14’, 55’ Davies 77’ North |
| Sexton 38’                 | tr   | 55’ Halfpenny             |
| Sexton 4’, 43’, 60’ Sexton | c.p. | 53’, 80’ Halfpenny        |

### 2ª giornata
| Arbitro: | Jérôme Garcès |

|                            |      |                               |
| Venditti 38’ Benvenuti 40’ | mt   | 51’ Hodgson                   |
| Burton 40’                 | tr   | 51’ O. Farrell                |
| Burton 40’                 | c.p. | 27’, 36’, 55’, 66’ O. Farrell |

| Arbitro: | Dave Pearson |

|                          |      |                 |
| Fofana 51’               | mt   | 13’, 37’ Bowe   |
|                          | tr   | 13’, 37’ Sexton |
| Parra 22’, 30’, 47’, 58’ | c.p. | 26’ Sexton      |

| Arbitro: | Romain Poite |

|                                 |      |                  |
| Cuthbert 42’ Halfpenny 51’, 56’ | mt   | 64’ Laidlaw      |
| Halfpenny 42’, 51’, 56’         | tr   | 64’ Laidlaw      |
| Halfpenny 29’, 46’              | c.p. | 22’, 49’ Laidlaw |

### 3ª giornata
| Arbitro: | Craig Joubert |

|                                               |      |             |
| Earls 16’ Bowe 39’, 61’ Court 77’ Trimble 80’ | mt   | 35’ Parisse |
| Sexton 16’, 39’, 61’, 77’                     | tr   | 35’ Botes   |
| Sexton 11’, 49’, 59’ Sexton                   | c.p. | 8’ Botes    |

| Arbitro: | Steve Walsh |

|                               |      |                              |
|                               | mt   | 76’ Williams                 |
|                               | tr   | 76’ Halfpenny                |
| O. Farrell 24’, 30’, 39’, 46’ | c.p. | 26’, 35’, 54’, 72’ Halfpenny |

| Arbitro: | Wayne Barnes |

|                     |      |                       |
| Hogg 8’ Jones 56’   | mt   | 28’ Fofana 59’ Médard |
| Laidlaw 8’ Weir 56’ | tr   | 30’, 60’ Parra        |
| Laidlaw 26’         | c.p. | 39’, 47’ Parra        |
|                     | drop | 69’ Beauxis           |

### 4ª giornata
| Arbitro: | George Clancy |

|                                       |      |                      |
| Roberts 50’ Cuthbert 77’              | mt   |                      |
| Halfpenny 50’                         | tr   |                      |
| Halfpenny 9’, 19’, 37’ Priestland 70’ | c.p. | 11’ Mirco Bergamasco |

| Arbitro: | Chris Pollock |

|                                                 |      |                      |
| R. Best 13’ Reddan 33’ Trimble 40’ McFadden 77’ | mt   | 36’ Gray             |
| Sexton 13’, 33’, 77’                            | tr   |                      |
| Sexton 25’, 72’                                 | c.p. | 3’, 10’, 32’ Laidlaw |

| Arbitro: | Alain Rolland |

|                                           |      |                                    |
| Fofana 75’                                | mt   | 13’ M. Tuilagi 19’ Foden 71’ Croft |
| Parra 75’                                 | tr   | 13’, 19’, 71’ O. Farrell           |
| Beauxis 17’, 40’, 69’ Dupuy 32’ Parra 65’ | c.p. | 49’ O. Farrell                     |

### 5ª giornata
| Arbitro: | Alain Rolland |

|                      |      |                  |
| Venditti 43’         | mt   |                  |
| Burton 43’           | tr   |                  |
| Mirco Bergamasco 10’ | c.p. | 35’, 60’ Laidlaw |
| Burton 77’           | drop |                  |

| Arbitro: | Craig Joubert |

|                         |      |                                  |
| Cuthbert 21’            | mt   |                                  |
| Halfpenny 21’           | tr   |                                  |
| Halfpenny 32’, 53’, 75’ | c.p. | 11’, 73’ D. Yachvili 44’ Beauxis |

| Arbitro: | Nigel Owens |

|                                        |      |                      |
| tecnica 58’ B. Youngs 74’              | mt   |                      |
| O. Farrell 58’                         | tr   |                      |
| O. Farrell 3’, 24’, 36’, 49’, 65’, 78’ | c.p. | 16’, 40’, 51’ Sexton |

## Classifica
| Pos | Squadra     | G | V | N | P | PF  | PS  | DP  | Pt |
| --- | ----------- | - | - | - | - | --- | --- | --- | -- |
| 1   | Galles      | 5 | 5 | 0 | 0 | 109 | 58  | +51 | 10 |
| 2   | Inghilterra | 5 | 4 | 0 | 1 | 98  | 71  | +27 | 8  |
| 3   | Irlanda     | 5 | 2 | 1 | 2 | 121 | 94  | +27 | 5  |
| 4   | Francia     | 5 | 2 | 1 | 2 | 101 | 86  | +15 | 5  |
| 5   | Italia      | 5 | 1 | 0 | 4 | 53  | 121 | −68 | 2  |
| 6   | Scozia      | 5 | 0 | 0 | 5 | 56  | 108 | −52 | 0  |